# Leon Koj
Leon Józef Koj (ur. 3 lutego 1929 w Tarnowskich Górach, zm. 27 czerwca 2006 w Zamościu) – profesor zwyczajny nauk humanistycznych, wykładowca Katolickiego Uniwersytetu Lubelskiego i Uniwersytetu Marii Curie Skłodowskiej w Lublinie. 

## Życiorys
Absolwent II Liceum Ogólnokształcącego im. Stanisława Staszica w Tarnowskich Górach. W latach 1948–1954 studiował na Katolickim Uniwersytecie Lubelskim, specjalizując się w logice. Od maja 1950 do listopada 1951 roku był więźniem skazanym wyrokiem Komisji Specjalnej (par. 22 i par. 23 MKK). 
W latach 1953–1956 pełnił funkcję asystenta na KUL, potem podjął pracę na Uniwersytecie Marii Curie Skłodowskiej w Lublinie. 
Stopień naukowy doktora nauk humanistycznych uzyskał w 1962 na Uniwersytecie Marii Curie-Skłodowskiej, zaś stopień naukowy doktora habilitowanego na Uniwersytecie Warszawskim w 1971 roku. 
Tytuł naukowy profesora nadzwyczajnego UMCS otrzymał w 1987, a profesora zwyczajnego w 1992 roku. 
Od 1956 r. był zatrudniony w UMCS, gdzie w latach 1971–1973 pełnił funkcję zastępcy kierownika Wyższego Studium Nauczycielskiego UMCS, w latach 1973 – 1978 prodziekana Wydziału Pedagogiki i Psychologii. Od roku 1974 był długoletnim kierownikiem Zakładu Logiki i Metodologii Nauk. 
W czasie powstawania NSZZ „Solidarność” był współtwórcą nowego związku zawodowego w UMCS, działając w jego władzach. 
Leon Koj brał czynny udział w działalności towarzystw naukowych, był m.in. prezesem lubelskiego oddziału Polskiego Towarzystwa Filozoficznego, przewodniczącym komisji filozoficznej Lubelskiego Towarzystwa Naukowego, członkiem Polskiego Towarzystwa Semiotycznego oraz członkiem prezydium Komitetu Nauk Filozoficznych. 
Za osiągnięcia w pracy naukowej i dydaktyczno-wychowawczej został odznaczony Medalem Komisji Edukacji Narodowej, Złotym Krzyżem Zasługi, Krzyżem Kawalerskim Orderu Odrodzenia Polski, Medalem Zasłużony dla Uniwersytetu Marii Curie-Skłodowskiej. Był wielokrotnym laureatem nagród Ministra Nauki, Szkolnictwa Wyższego i Techniki oraz Rektora UMCS. W latach pięćdziesiątych XX w. został skazany na mocy orzeczenia Komisji Specjalnej do Walki z Nadużyciami i Szkodnictwem Gospodarczym na 18 miesięcy obozu pracy za działalność na rzecz obrony Kościoła rzymskokatolickiego i Katolickiego Uniwersytetu Lubelskiego w epoce stalinizmu.
Dorobek naukowy Leona Koja to ponad 91 pozycji, w tym 8 książek oraz wiele artykułów. Są to zazwyczaj twórcze studia wybranych problemów, dotyczące przede wszystkim semantyki języka naturalnego, ale także metodologii, logiki, etyki i metafilozofii. 